# بيل هارينجتون
بيل هارينجتون (بالإنجليزية: Bill Harrington)‏ هو معلق رياضي أمريكي، ولد في 29 سبتمبر 1925، وتوفي في 14 فبراير 1998.